# Birthday Cake
Birthday Cake – piosenka barbadoskiej piosenkarki Rihanny. Utwór pochodzi z szóstego albumu artystki o tytule „Talk That Talk”, który został wydany w 2011 roku. Po wycieku piosenki do internetu, fani wyrazili znaczne zainteresowanie, jednak później okazało się, że trwa tylko 1:18 (jedną minutę, 18 sekund). Pierwotnie nie miała znaleźć się na albumie, jednak ze względu na wysoki poziom zainteresowania fanów, została do niego dodana jako interludium.
Krytycy muzyczni byli mieli różne zdania na temat utworu. Jedni chwalili utwór, a drudzy krytykowali jego sens (seksualnie liryczną treść). Kilku krytyków porównało utwór do poprzedniego utworu na albumie „Cockiness (Love It)”. Oba utwory składają się z tekstów o zabarwieniu seksualnym. Po wydaniu albumu, piosenka zadebiutowała na dolnych pozycjach list przebojów w Korei Południowej, Wielkiej Brytanii i Stanach Zjednoczonych. Premiera pełnej wersji utworu, wyposażonej w wokal byłego chłopaka Rihanny Chrisa Browna, odbyła się online 20 lutego 2012. Data ta zbiegła się z 24. urodzinami piosenkarki.

## Track lista
- Wersja albumowa

1. „Birthday Cake” – 1:18

- featuring Chris Brown

1. „Birthday Cake” – 3:40

## Personel
Nagrywanie
- Utwór został nagrany w Radisson Blu Royal Hotel, Room 1306, Kopenhaga, Dania.

Personel
- tekst piosenki – Terius Nash, Robyn Fenty, Marcos Palacios, Earnest Clark
- nagrywanie – Da Internz, The-Dream
- Vocal engineering i nagrywanie – Kuk Harrell, Marcos Tovar
- wokal poboczny – Jennifer Rosales
- Mixing – Kevin „KD” Davis
- Assistant mixing – Calvin Bailiff

## Notowania
| Notowania (2011)                              | Najwyższa pozycja |
| --------------------------------------------- | ----------------- |
| South Korea Gaon International Chart          | 67                |
| UK Singles (Official Charts Company)          | 172               |
| US Bubbling Under Hot 100 Singles (Billboard) | 22                |

## Remix z udziałemChrisa Browna
Birthday Cake – oficjalny remix utworu z wokalem z amerykańskiego piosenkarza Chrisa Browna. Utwór zostanie wydany jako czwarty singel z albumu Rihanny Talk That Talk.

## Tło
Ze względu na wysoki poziom zainteresowania utworem, Rihanna zakomunikowała na Twitterze, iż obiecuje, niebawem ujawni jego pełną wersję.
W lutym 2012, pojawiły się plotki, że Christina Aguilera ma pojawić się na pełnej wersji utworu. Pogłoski te, zdemontotowała Rihanna za pośrednictwem Twittera. Na początku mówiła: „Potrzebuję kogoś BRRUDNEGO na moim urodzinowym TORCIE” – jest to możliwe odniesienie do przeboju Aguilery z 2002 roku „Dirrty”. Później, Fenty ujawniła, że „na torcie” nie będzie żadnej kobiety. 15 lutego 2012, Kosine Da Internz, która utworzyła interludium, wyjawiła, że opisywany współpracownik będzie „szokiem dla świata”. Ujawniła też, że pełna wersja piosenki zostanie ujawniona pomiędzy 16 a 20 lutego 2012 roku.
16 lutego 2012 r., padło przypuszczenie, że były chłopak wokalistki Chris Brown może być tą tajemniczą osobą, która „dopełni” utwór. Koncepcja ta pojawiła się, gdy sfotografowano Fenty i Browna wychodzących razem z Westlake Recording Studios w Los Angeles. Mówiono również, że artyści spędzili trochę czasu razem na Grammy Awards 2012, która odbyła się 8 lutego 2012 roku. Raporty zyskały kontrowersje na miarę światową, ze względu na fakt, że Brown i Rihanna byli zaangażowani w fizyczną sprzeczkę w 2009 r. Pełna wersja utworu została wydana w dniu urodzin Rihanny – 20 lutego 2012.

## Notowania
| Notowania (2012)                     | Najwyższa pozycja |
| ------------------------------------ | ----------------- |
| US Billboard Hot 100                 | 30                |
| US Hot R&B/Hip-Hop Songs (Billboard) | 4                 |
| US Radio Songs (Billboard)           | 73                |

## Historia wydania
| Kraj | Data         | Format                   | Wytwórnia          |
| ---- | ------------ | ------------------------ | ------------------ |
| USA  | 6 marca 2012 | Urban contemporary radio | Def Jam Recordings |